# 祖伯 (佛羅里達州)
祖伯（英語：Zuber）是位於美國佛羅里達州馬里昂縣的一個非建制地區。該地的面積和人口皆未知。

## 地理
祖伯的座標為29°16′01″N 81°10′52″W / 29.26694°N 81.18111°W，而該地的平均海拔高度為25米（即82英尺）。